# Кусацу
Кусацу е град в префектура Шига, Япония. Населението му е 140 927 жители (по приблизителна оценка от октомври 2018 г.), а площта му e 67,92 кв. км. Намира се в часова зона UTC+9. Основан е през 1954 г.

## Побратимени градове
- Понтиак (Мичиган, САЩ)